# Luftburna partiklar

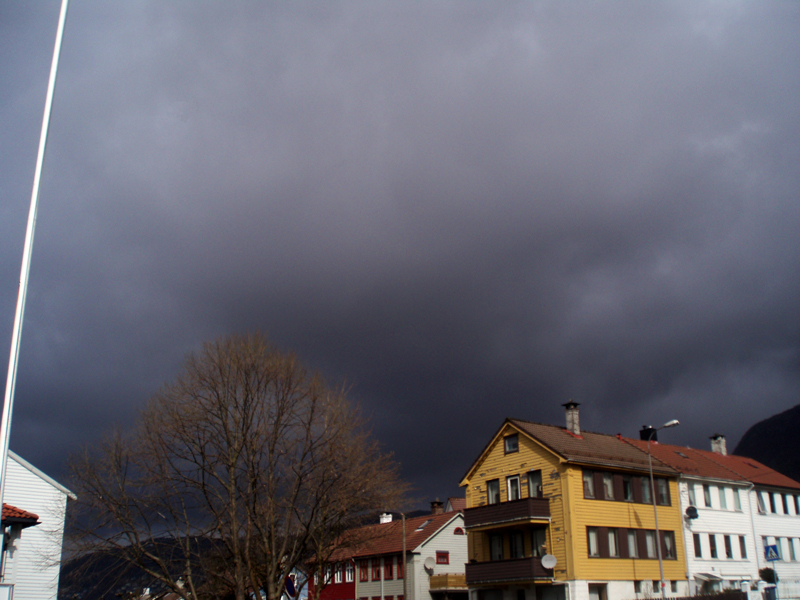
Moln med vulkanisk aska över Bergen i Norge den 15 april, från den isländska vulkanen Eyjafjallajökulls utbrott 2010

Luftburna partiklar är en form av luftföroreningar som utgörs av små fragment av material i luften. Den engelska benämningen är "particulate matter" (PM), vilket betyder materia i form av partiklar och PM används för att klassificera storleken. PM10 betecknar partiklar mindre än 10 mikrometer. Luftburna partiklar kan uppstå genom naturens processer, till exempel vulkanutbrott, sandstormar, gräs- och skogsbränder, växters pollenspridning och liknande. De kan även skapas av människan, till exempel genom förbränning av fossila drivmedel i fordon, fyrverkerier, eldsvådor, eldning i värmeverk och kolkraftverk eller andra industriella processer. Omkring 90 % av alla partiklar i atmosfären har skapats genom naturens egna processer, medan cirka 10 % har skapats till följd av mänskliga aktiviteter. Andelen partiklar som skapats genom mänsklig aktivitet kan vara avsevärt högre i tätorter. Höga halter PM i luften orsakar hälsorisk i luftvägarna (nedsatt lungfunktion och lungcancer) samt i form av hjärtsjukdomar. PM används som klassificering för alla partiklar som utgörs av små fragment av fasta eller flytande material som svävar i en gas eller vätska.

## Klassificering

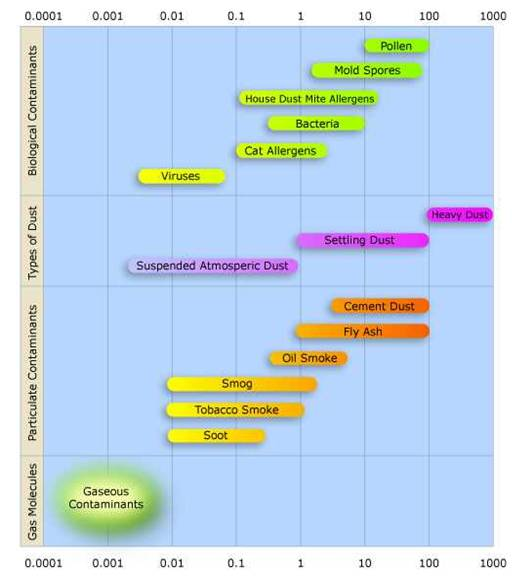
Diagrammet visar typ och storleksfördelning i mikrometer för luftburna partiklar

Det vanligaste sättet att klassindela partiklar, utgår från deras storlek (fraktion). PM kan ha diametrar från mindre än 10 nanometer till mer än 10 mikrometer. Dessa dimensioner sträcker sig från ett par molekyler upp till den storlek där partiklarna inte längre kan bäras av en gas. Eftersom många partiklar inte är runda (exempelvis långsmala sotflagor), används olika definitioner på partikelstorlek. Den mest utbredda definitionen är “aerodynamisk diameter”. En partikel med 10 mikrometer aerodynamisk diameter svävar i en gas på samma sätt som ett klot med 10 mikrometers diameter och med grunddensitet 1 gram per kubikcentimeter. Aerodynamisk diameter är därmed ett mått som fokuserar på massan hos partiklarna i en given luftvolym.
Indexeringen PM10 används för att representera partiklar mindre än 10 mikrometer, och PM2.5 representerar partiklar mindre än 2.5 mikrometers aerodynamisk diameter. Med PM10 menas partiklar som passerar genom ett selektivt intag som med 50 % effektivitet skiljer av partiklar med en aerodynamisk diameter mindre än 10 µm. PM1 beräknat på massvikt så är det 0,5µm-1,0µm som dominerar. Beräknat till antalet på PM1 så dominerar uteslutande mycket små så kallade nanopartiklar.
PM10 utgör inte någon strikt gräns för farliga partiklar, men de flesta tillsynsmyndigheterna runt om i världen har kommit överens om att använda PM10 som mått på luftburna partiklar.
Allt fler forskare har uppmärksammat att måttet "aerodynamisk diameter" inte ger en rimlig koppling till hälsorisk, p.g.a. dess fokus på partiklarnas massa. En partikel med 10 µm (mikrometer) diameter har ungefär samma massa som 1 miljon partiklar med 100 nm (nanometer) diameter, men är uppenbart mycket mindre hälsofarlig eftersom den knappast kan ta sig in i människokroppens organ. Flera länder utarbetar förslag till nytt regelverk, där måttet kommer att fokusera på partiklarnas antal eller specifika yta istället för på deras massa.
En annan fördunklande omständighet är att det inte är klarlagt hur partiklarnas form kan påverka hälsorisken. Den farligt fjäderformade ökända asbesten är känd för att ta sig in i lungornas inre, med ofta fruktansvärd konsekvens. Partiklar med kantiga eller stängliga former har större yta än de med rundade former, vilket påverkar förmågan att fastna ihop med andra - i vissa fall mycket farligare - ämnen.

## Bildning
Omkring 90 % av alla partiklar i atmosfären har skapats genom naturens egna processer, medan cirka 10 % har skapats till följd av mänskliga aktiviteter.

### Naturliga källor till partiklar
Det finns en rad naturliga källor till luftburna partiklar. Några exempel är vulkanutbrott som kastar upp pyroklastiskt material i atmosfären, sandstormar, gräs- och skogsbränder och växters fröspridning. I kustnära miljö har konstaterats att havssalt som av vindar piskats upp ur havet ger bidrag till PM10 i luften. I samband med den stora skogsbranden i Västmanland 2014 konstaterades att partikelspridningen sträckte sig inte bara över Sverige, Norge och Finland utan även över Norra Ishavet och långt in i Ryssland.
NASA:s satellit CALIPSO har mellan 2007 och 2013 mätt hur sandpartiklar sprids från Saharas öken i Nordafrika. Årligen lämnar ca 182 miljoner ton partiklar Sahara. Av dessa, avsätts ca 27 miljoner ton i Amazonas (Brasilien). Satellitbilder visar att vissa år avsätts en hel del ökensand även i Sverige.

### Människans alstring av partiklar
Mänsklig alstring av partiklar sker främst genom olika typer av förbränningsprocesser eller mekanisk bearbetning. De minsta partiklarna uppstår främst vid förbränningsprocesser (sot och stoft), medan mekanisk nötning mestadels ger grövre partiklar. PM10 innefattar både nanopartiklar PM1 från förbränning (t.ex. diesel eller bensin i bilmotorer, samt eldning av vedträn i husets kamin) och grövre partiklar, så som från dubbdäckens avnötning från vägbanan och från bromsbeläggens nötning mot bromsskivorna. Observera att PM10 - PM2.5 utgör skillnaden mellan PM10 och PM2.5, vilket utgör den grova fraktionen av PM10.
Gruvbrytning, skogs- och pappersindustrin och kemikalieframställning står för betydande partikelutsläpp, där tio anläggningar står för en och en halv gånger mer partikelutsläpp än de tre storstadskommunerna Stockholm, Göteborg och Malmö tillsammans.. 
I mindre skala innebär bränder i byggnader och fordon utsläpp av stora mängder giftiga luftburna partiklar, liksom fyrverkerier: fleråriga jämförelser av luftkvaliteten före, under och efter festivaler med stora fyrverkerier har visat att halten av fina partiklar i luften (både PM10 och PM2.5) i stadsluften ökar flerfaldigt på grund av fyrverkerier.
Också tåg och spårvagnar skapar partiklar genom främst slitage på hjul och räls, hos bromsar, samt på strömavtagare och kontaktledningar. Finare partiklar kan både ge upphov till höga halter av inandningsbara partiklar i slutna järnvägsmiljöer (tunnlar) och spridas långt bort från källan. I flera järnvägstunnlar överskrider partikelhalten EU:s gränsvärde för hälsorisk. Emellertid krävs ingen åtgärd mot dessa partiklar, eftersom järnvägstunnlar är undantagna från EU-reglerna om ren luft.

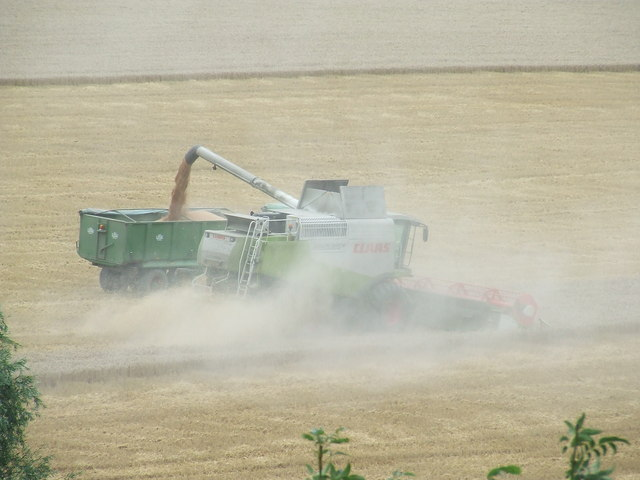
Dammbildning från skördetröska

Förändrad markanvändning, så som vägar, skogsskövling och jordburk  kan också leda till luftburna partiklar eftersom jorderosionen ökar. Vid och kort efter harvning i blåsig torr vårluft kan jordbruk orsaka stor spridning av partiklar, men också skörden kan sprida partiklar vid torrt och blåsigt väder.

#### Fartyg är stora källor till luftburna föroreningar i tätorter
Stora containerfartyg drivs med "tung bunkerolja". Det är en restprodukt från oljedestillering och är nära släkt med det bitumen som utgör bindemedel i asfalt. Bunkeroljan kan endast förbrännas i stora fartygsmotorer. Den innehåller så stora halter svavel att ett större containerfartyg kan förorena luften lika mycket som 50 miljoner bilar. År 2008 kom det fram att Danmarks största rederi släpper ut lika mycket koldioxid som hela Danmark i övrigt, inte minst på grund av rederiets bruk av tung bunkerolja. Ett av världens största containerfartyg är 400 m långa Emma Maersk, som lastar svindlande 11 000 containers. Emma Maersk förbrukar 200 000 liter bunkerolja per dygn, motsvarande en vanlig stads samlade oljeförbrukning. Containerfartygen saknar som regel nämnvärda avgasrenande åtgärder.
Även många kryssningsfartyg är stora källor till luftförorening. I Shanghai beräknas upp till 10 % av alla luftburna partiklar i stadens luft komma från enbart kryssningsfartyg.
Det finns än idag flera hinder mot att koppla alla fartyg till landström när de ligger i hamn. Det saknas standardisering av anslutningar som fartygen kan använda i olika hamnar världen över. På vissa platser skulle investeringar i bättre landströmförsörjning bli oacceptabelt höga, då många fartyg kräver mycket stora mängder energi. I vissa fall krävs att hamnens hela strömförsörjning måste byggas ut. I många fartyg driver motorerna även annan utrustning som krävs när fartyget ligger vid kaj.

## Hälsoeffekt
År 1783 inträffade ett våldsamt utbrott från vulkanen Laki på Island. Det resulterade i att omkring 1 km³ pyroklastiskt material sprutade upp från jordens inre. Under åtta månader svävade omkring 120 miljoner ton svaveldioxid (motsvarande ca tre gånger de samlade industriella utsläppen i Europa år 2006) och 8 miljoner ton fluor i aerosolform i atmosfären, vilket orsakade naturkatastrofen Móðuharðindin. Fram till slutet av år 1785 dog närmare 10 000 islänningar och 75 % av Islands boskap. Idag anser forskarna att den medicinska orsaken till dödsfallen främst var fluoros. Under åren efter Laki-utbrottet kom rapporter om ökad dödlighet från många platser runt om i Europa. I Storbritannien blev sommaren 1783 känd som "sandsommaren" på grund av allt nedfall från vulkanen.
År 1952 fick det moderna västerländska samhället kanske ännu klarare insikt i att luftföroreningar kan skada hälsan akut, då ca 4 000 Londonbor dog till följd av extrem smog från intensiv kokseldning.
Effekterna av att inandas partiklar har på senare tid studerats både på människa och djur. De inkluderar astma, lungcancer, hjärtsjukdomar och för tidig död. Partiklarnas storlek har mycket stor betydelse för hur långt ned i luftvägarna som partiklarna stannar vid inandning. Större partiklar stannar upp redan i näsan och halsen, utan att orsaka hälsoproblem. Partiklar mindre än PM5 kan nå alveolerna och härifrån överföras till människans blodkärl. Det är ännu inte klarlagt om de fraktioner inom PM10 som är grövre än 5 mikrometer kan göra det. En uppmärksammad studie indikerar att PM2.5 kan bidra till att täppa igen artärerna och därigenom orsaka vaskulär inflammation och åderförkalkning.
Dieselmotorer avger små sotpartiklar, vilka typiskt är ca 100 nanometer (0.1 mikrometer) i diameter. Dessa partiklar bär dessutom med sig cancerframkallande ämnen, så som Bensopyrener, adsorberade på ytan.
En studie av 14 000 arbetare i svenska gruvor indikerar att exponering för partiklar och buller ger lägre risk för hjärtinfarkt än vad helkroppsvibration ger.

### EU:s regelverk för partiklar i luft
EU-kommissionen har genom EU-direktiv om luftkvalitet och renare luft i Europa 2008/50/EG BILAGA XI fastställt gränsvärden för PM10 i vår luft (ersätter tidigare EU/1999/30 och EU/1996/62):
| från 1 januari 2010                                           |             |
| ------------------------------------------------------------- | ----------- |
| Årsmedelvärde                                                 | 40 µg/m³    |
| Dygnsmedelvärde (24-tim) Tillåtet antal överskridanden per år | 50 µg/m³ 35 |

### Åtgärder mot skadliga partiklar i luften
En tumregel är att ju mindre och lättare en partikel är, desto längre kan den sväva runt i luften. Partiklar större än ca 10 mikrometer brukar landa på marken efter någon timme, till följd av gravitationen. De minsta partiklarna kan stanna i atmosfären i flera veckor, innan de dras med av nederbörd och spolas ned i något vattendrag.
Det utförs en mängd åtgärder för att minska skadliga luftföroreningar i form av bevisat skadliga nanopartiklar samt möjligt skadliga större partiklar.

#### Renare utomhusluft
Åtgärder består av att minska smutsig förbränning av olja och ved för uppvärmning av fastigheter och inom industrin, byta ut gamla "smutsiga" skepps- och fordonsmotorer, köra fartyg och fordon på renare drivmedel, i hamn stänga av fartygsmotorerna och istället försörja skeppet med energi från land, byta från otvättad till tvättad vägsandningssand, använda hårda mineral till vägsandning för att undvika nedkrossning från tung trafik, snabbt sopa upp sandningssanden efter vintern, renspola smutsiga vägbanor, välja bra stenkvalitet till vägbeläggningar, blanda in pigment som bryter ned smuts i ytor såsom bullerskydd, begränsa andelen dubbdäck, använda dammbindande medel så som Calcium Magnesium Acetat (CMA), sänka hastigheter, utforma gator så att behovet av bromsande och ryckig körning minimeras, förebygga onödig trafik och mycket annat. På köpet minskas nedsmutsningen av våra städer.
Praktisk erfarenhet i Sunne visar på mycket stor partikelreducerande effekt av att ersätta asfalt av mjuk sten mot asfalt av hård sten.
I Kina används en lastbilsburen "aerosol-kanon", vilken sprayar ut 10 ton vatten per 75 min i gatuluften. Denna vattenaerosol uppges framgångsrikt binda luftburna partiklar så att de faller till marken. 
Åtgärder mot dubbdäckstrafik, så som förbud (eller straffbeskattning), kan vara mindre effektiva mot partiklar än många förväntat sig. I Uppsala har förbud mot dubbdäckstrafik införts på Kungsgatan. Förbudet har medfört kraftigt minskad dubbdäckstrafik. Trots det, visar mätningar av luftkvalitet att partikelhalten är oförändrad. En förklaring är att Uppsala stad har spridit ut 2-3 ggr mer antihalksand, sedan isiga vägbanor polerats slätare och därmed halare i frånvaro av dubbdäck som ruggar fram vägfriktion.

#### Renare inomhusluft
Studier utförda av Prof.D Henshaw påvisar att den enda teknik som är hälsosam för människan att ta bort partiklar i inomhusluft är mekanisk rening med filter [källa behövs]. De två vanligaste typerna av filter för luftrening är HEPA (High Efficiency Particulate Air), vilket tar bort minst 99.97% av 0.3 mikrometer partiklar, och ULPA (Ultra Low Penetration Air), vilket tar bort minst 99.999% av partiklar större än 0.12 mikrometer. Det finns tekniker som genererar cancerogena ämnen [källa behövs] såsom ozon, eller teknik med elektrostatik rening samt jonisering som genererar ozon, om än i liten mängd.
Jonisering har negativa effekter på människan då det bryter skyddsbarriärer i kroppen. Utspädning på mucus försvinner samt alveolens yta[källa behövs]. Tekniken slår samman partiklar och skapar fler partiklar inom området 0,5 mikrometer [källa behövs]. Reningsaggregat med ozongenerering har vanligtvis ett kolfilter som efterföljande filter för att ta bort de farliga ozonet, och andra oönskade gaser. Filtrets måste bytas vid behov för att förhindra att läckage av ozon uppstår.
Luftrening bör ske med vanliga mekaniska HEPA-filter i kombination med kolfilter som kan ta bort partiklar/emissioner inomhus.

## Klimateffekt
Partiklar har inte bara visat sig skada människor och djurs hälsa, när vulkanen Pinatubo fick ett utbrott 1991 och på så sätt tillförde atmosfären en stor mängd partiklar sänktes jordens medeltemperatur de följande åren. Orsaken är att partiklarna som spreds stoppade en del av solljuset från att komma in till jorden: Partiklarna ökade jordens albedo, eller reflektionsförmåga. Också andra partiklar, både från mänskliga och naturliga källor, kan påverka klimatet på det här sättet och det innebär att människors utsläpp inte bara värmer jorden (med växthusgaser) utan också kyler den lite (med partiklarna som också släpps ut). Till exempel har jorden inte alls blivit så mycket varmare som den borde ha blivit med tanke på hur mycket växthusgaser som har släppts ut, och det beror på att partiklarna kamouflerar en del . 
Ett sätt att minska den globala uppvärmningen vore alltså att sprida en massa partiklar i atmosfären och enligt konspirationsteorin chemtrails sker det kanske redan. Detta skulle dock kunna leda till en mängd bieffekter och skulle inte minska koldioxidens övriga negativa konsekvenser.
Partiklarna påverkar albedot på två sätt, direkt och indirekt:

### Den direkta klimateffekten
Partiklar i atmosfären sprider strålning som träffar dem (därför ger de sämre sikt (referera till tidigare stycke)) och det innebär att en del solljus studsar ut i rymden igen. På så sätt avgör mängden partiklar jordens reflektionsförmåga och hur mycket strålning som släpps in. Partiklarna påverkar strålning som har ungefär samma våglängd som partikelns diameter och den mer långvågiga värmestrålningen påverkas därför nästan/oftast inte.
Det finns också partiklar som inte bara sprider ljuset utan också absorberar det och på så sätt värms jorden istället. Det är främst sotpartiklar som har den egenskapen och de förstärker alltså utsläppens värmande effekt istället för att dämpa den. 

### Den indirekta klimateffekten
Genom den indirekta effekten påverkar partiklarna jordens reflektionsförmåga indirekt, via molnen. Molnen är en viktig del av jordens reflektion och eftersom moln bildas av partiklar som vattenånga kondenserar på så påverkas molnens egenskaper av mängden partiklar i atmosfären. Fler partiklar i atmosfären påverkar molnen på två sätt: 
- Molnens area ökar eftersom många små partiklar har en större area än få stora (med samma volym), vilket leder till att molnen blir ”vitare” och reflekterar mer. [34]
- Molnen får en längre livstid eftersom samma mängd vatten fördelas på fler partiklar och varje partikel blir alltså mindre än i andra moln, därför tar det längre tid innan partiklarna blir så stora att det bildas regn. Molnens reflekterande förmåga kan då pågå längre tid.[36]